# Andriej Jerszow
Andriej P. Jerszow (1931–1988) – rosyjski matematyk i informatyk. Pionier informatyki w Związku Radzieckim. Był twórcą języków programowania i translatorów oraz autorem prac poświęconych między innymi metodom translacji oraz teorii programowania. Był członkiem Akademii Nauk ZSRR oraz profesorem uniwersytetu w Nowosybirsku.
Jerszow ukończył studia na Uniwersytecie Moskiewskim w 1954 roku. Za zasługi dla informatyki radzieckiej dostał Order Czerwonego Sztandaru Pracy.